# Asus Eee PC
Asus Eee PC, de 3 e'er udtales enten som "i-i-i" eller ”triple e” er en bærbar computer fra ASUS. PC'en blev ved sin lancering i 2007 berømt for sin lave vægt, det Linux-baserede styresystem, solid state drevet (SSD) og den lave pris[kilde mangler].
De 3 E'er står for: "Easy to work, Easy to learn, Easy to play"
Klappet sammen fylder den cirka et halvt A4-ark (det vil sige et A5-ark) i overflade. Tykkelsen er 3,5 centimeter, og den vejer cirka 800 gram uden batteri og 930 gram med batteriet monteret.

## Specifikationer
Vægt = 930 g med batteri 

CPU = Intel Celeron-M ULV 353 

Ram = 512 MB/ 1 GB DDR2-667 

Hukommelse = 2/4/8 GB Flash hukommelse 

Grafik = Intel UMA 

Skærm = 7" 800x480px opløsning
Forbindelse = 100 Mbit, 802.11g, 3x USB 2.0, MMC/SD Kortlæser
- Wikimedia Commons har flere filer relateret til Asus Eee PC

| Hardware | Spire Denne artikel om computere og anden hardware er en spire som bør udbygges. Du er velkommen til at hjælpe Wikipedia ved at udvide den. |